# Пікулик золотогорлий
Пікулик золотогорлий (Macronyx aurantiigula) — вид горобцеподібних птахів родини плискових (Motacillidae).

## Поширення
Його батьківщиною є Танзанія, Кенія та Сомалі. Населяє сухі савани та сухі тропічні луки. 

## Опис
Його довжина становить близько 20 см. Горло жовто-помаранчеве й облямоване чорними вусами, які тягнуться донизу. Спина поцяткована різними відтінками коричневого кольору, а живіт жовтий. У статевозрілих екземплярів тон живота більше багряний, ніж жовтий, а чорна смуга на грудях менш помітна. Боки мають чорні плями.